# Яковенко, Александр Павлович
Алекса́ндр Па́влович Якове́нко (укр. Олександр Павлович Яковенко; род. 23 июля 1987, Киев) — украинский футболист, полузащитник. Сын игрока киевского «Динамо» и сборной СССР Павла Яковенко. Его брат Юрий — также футболист.

## Биография
Воспитанник киевского «Локомотива», из которого перешёл в харьковский «Металлист». Затем дважды был на просмотрах в немецком «Шальке 04». Решив, что уровня первой команды он ещё не достиг, Яковенко принял предложение бельгийского «Льерса». В чемпионате Бельгии он дебютировал в 18-летнем возрасте, став за короткое время лидером команды. К Яковенко стал проявляться интерес со стороны «Стандарда» и «Генка», он был на просмотре в нидерландском АЗ. В итоге Яковенко принял предложение «Генка» и подписал трёхлетний контракт. Вместе с командой стал вице-чемпионом и обладателем Кубка Бельгии. В конце 2008 года оказался в «Андерлехте». В начале сезона 2009/10 перешёл в годичную аренду в клуб «Вестерло».
В 2010 году был впервые вызван в национальную сборную Украины, на 17 мая. Во время этого сбора и дебютировал в сборной в официальной встрече. Александр Хацкевич — помощник главного тренера сборной — оценил перспективы Яковенко в сборной как «очень хорошие», несмотря на то, что Яковенко сыграл ниже своего уровня из-за травмы.
В августе 2013 года Александр Яковенко стал игроком итальянской «Фиорентины», подписав трёхлетний контракт. 28 января 2016 года стало известно, что футболист разорвал контракт с итальянским клубом.
2 февраля 2016 года официально стал игроком киевского «Динамо».
31 мая 2016 года Александр Яковенко стал свободным агентом.
В начале 2017 года, после неудачного просмотра в Нью-Йорк Ред Буллз, Александр завершил карьеру..

## Достижения
«Андерлехт»
- Чемпион Бельгии (2): 2011/12, 2012/13
- Серебряный призёр чемпионата Бельгии (3): 2007, 2008, 2009
- Обладатель Кубка Бельгии: 2008
- Обладатель Суперкубка Бельгии: 2012

«Динамо» (Киев)
- Чемпион Украины: 2015/16